# Hochwald-Kaserne

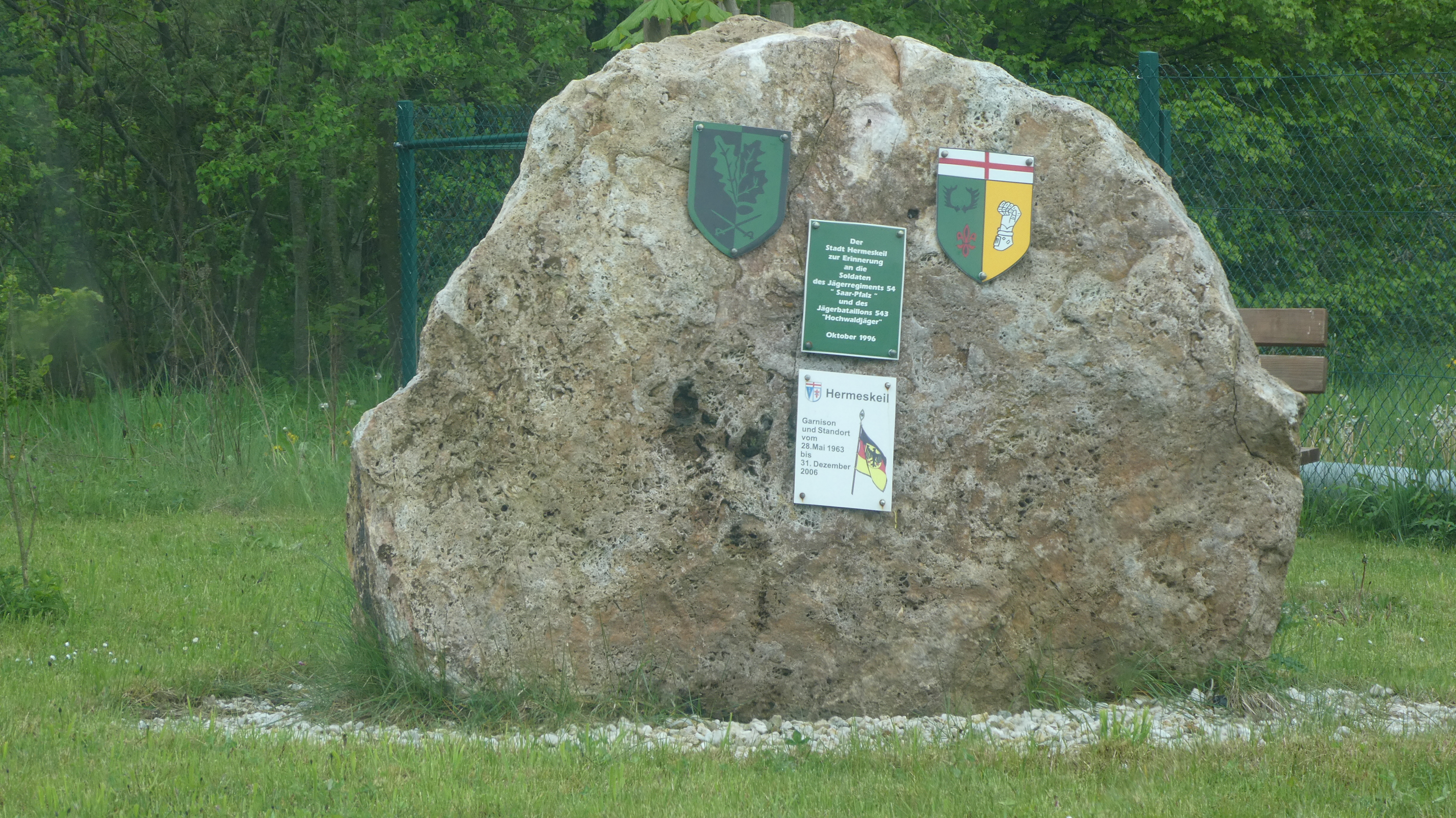
Gedenkstein zur Erinnerung an das Jägerregiment 54 und das Jägerbataillon 543

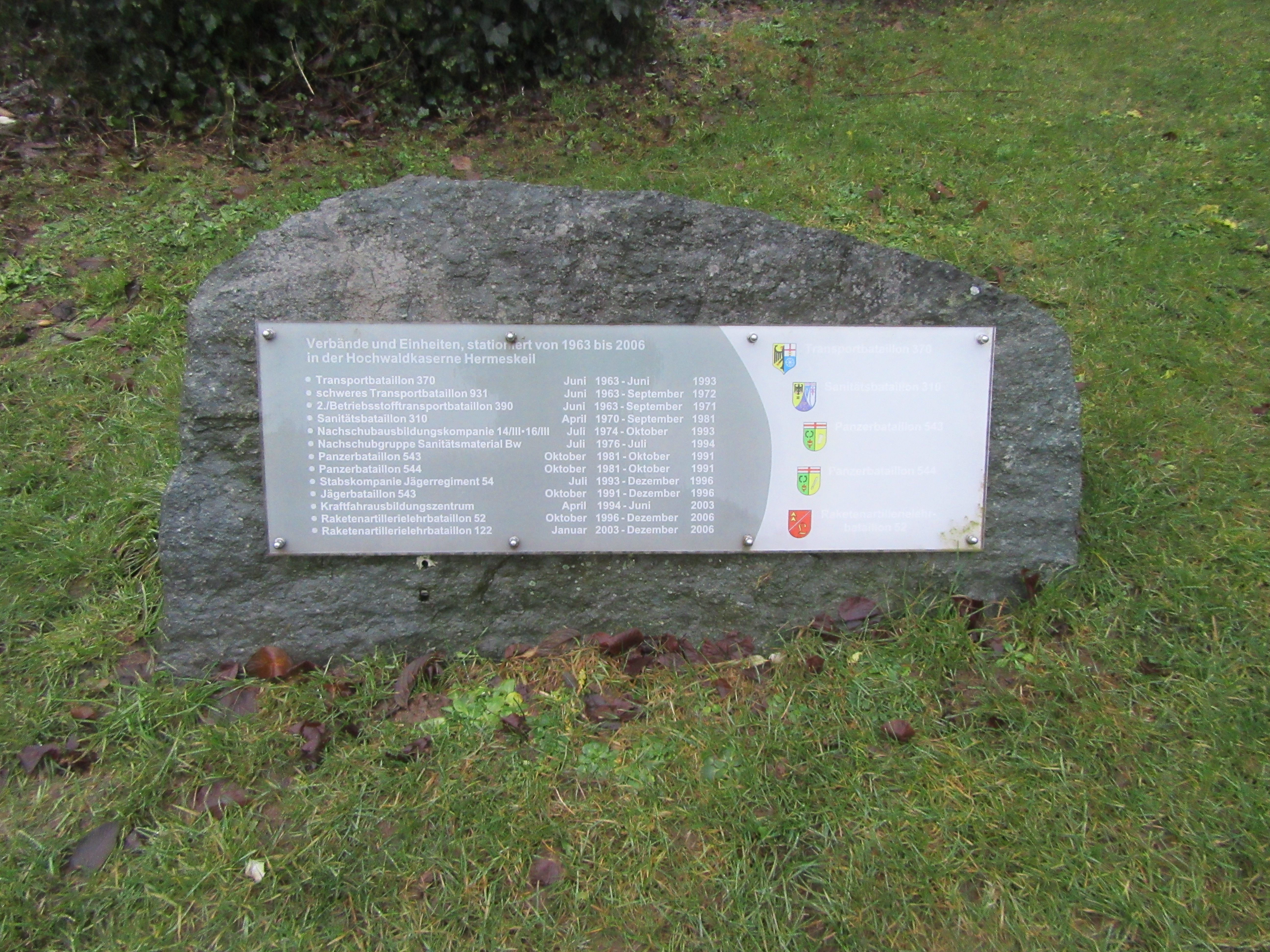
Gedenkstein in Hermeskeil

Die Hochwald-Kaserne war eine Kaserne der Bundeswehr in der Stadt Hermeskeil im Schwarzwälder Hochwald in Rheinland-Pfalz.
Von 1963 bis 2006 waren dort u. a. folgende Verbände und Einheiten stationiert:
| Bezeichnung                                | von          | bis            |
| ------------------------------------------ | ------------ | -------------- |
| Transportbataillon 370                     | Juni 1963    | Juni 1993      |
| schweres Transportbataillon 931            | Juni 1963    | September 1972 |
| 2./Betriebsstofftransportbataillon 390     | Juni 1963    | September 1971 |
| Sanitätsbataillon 310                      | April 1970   | September 1981 |
| Nachschubausbildungskompanie 14/III·16/III | Juli 1974    | Oktober 1993   |
| Nachschubgruppe Sanitätsmaterial Bw        | Juli 1976    | Juli 1994      |
| Panzerbataillon 543                        | Oktober 1981 | Oktober 1991   |
| Panzerbataillon 544                        | Oktober 1981 | Oktober 1991   |
| Stabskompanie Jägerregiment 54             | Juli 1993    | Dezember 1996  |
| Jägerbataillon 543                         | Oktober 1991 | Dezember 1996  |
| Kraftfahrausbildungszentrum                | April 1994   | Juni 2003      |
| Raketenartillerielehrbataillon 52          | Oktober 1996 | Dezember 2006  |
| Raketenartillerielehrbataillon 122         | Januar 2003  | Dezember 2006  |

Der bebaute Bereich des Kasernengeländes hatte eine Größe von etwa 39 ha und lag auf dem Gemeindegebiet von Hermeskeil
zwischen der Bundesstraße 52 und der Bundesautobahn 1.
Der angegliederte Standortübungsplatz mit einer Schießanlage und einer Fläche von etwa 196 ha erstreckte sich auf die Gemeindegebiete von Hermeskeil, Reinsfeld und Gusenburg.
Dort wurden mehrfach Rallye-Veranstaltungen durchgeführt, zum Beispiel Wertungsprüfungen zur Rallye Deutschland 2010 oder zur Rallye Deutschland 2011.
Das zunächst im Rahmen der Konversion ab 2007 angedachte Tourismusprojekt Dorf Hochwald konnte nicht realisiert werden. Die Immobiliengesellschaft Viresca GmbH ist seit 2011 Eigentümerin der ehemaligen Hochwaldkaserne. Sie betreibt dort u. a. einen Solarpark.
Seit Ende 2015 befindet sich eine Aufnahmeeinrichtung für Asylbegehrende auf dem Gelände der früheren Kaserne.